# Винокуров, Иван Николаевич
Иван Николаевич Винокуров (1893—1935) — советский государственный деятель, председатель Совета народных комиссаров Якутской АССР в 1924—1925 годах.

## Биография
Иван Николаевич Винокуров родился 25 марта 1893 года в Ботурусском улусе (ныне — территория Республики Якутия). Рано остался сиротой, воспитывался в семье своего дяди, служившего псаломщиком в церкви. Окончил Якутское духовное училище и Якутскую семинарию. В 1913 году Винокуров поступил на учёбу в Казанскую духовную академию. Во время учёбы увлёкся левыми идеями и с третьего курса был отчислен за атеистические воззрения. Позднее учился на естественном факультете Казанского университета.
После Октябрьской революции в 1918 году пошёл на службу в Рабоче-Крестьянскую Красную Армию, участвовал в боях Гражданской войны в Поволжье, на Урале и в Сибири. После окончания Гражданской войны Винокуров перешёл на работу в сферу просвещения, был учителем школы, заведующим Бузулукским уездным отделом народного образования Самарской губернии, председателем Самарского губернского совета Союза работников просвещения.
В 1923 году Винокуров вернулся в Якутию и возглавил Народный комиссариат просвещения и здравоохранения Якутской Автономной Советской Социалистической Республики, одновременно занял пост заместителя председателя Совета народных комиссаров той же республики. В декабре 1924 года он был избран председателем Якутского республиканского Совнаркома, но уже летом следующего года направлен в Москву в качестве представителя Якутской АССР при Президиуме ВЦИК РСФСР. Работая в Москве, избирался членом Экономического совета РСФСР и Конституционной комиссии ВЦИК РСФСР, членом ЦИК СССР. Активно участвовал в разработке проектов национальных конституций автономных республик, внёс большой вклад в развитие Якутии на уровне РСФСР.
15 января 1935 года Иван Винокуров скоропостижно умер. Похоронен на Новодевичьем кладбище Москвы. Посмертно 28 мая 1938 года был объявлен врагом народа и создателем якутской буржуазно-националистической организации.

## Память
В честь Винокурова были названы: Национальная библиотека ЯАССР, школа Таттинского района, дом народного творчества в Чурапчинском районе, Якутские кооперативный и рыбный техникумы. После его посмертного репрессирования все эти объекты были лишены его имени.